# Livadia (Bezirk Larnaka)
Livadia (griechisch Λιβάδια) ist eine Stadt im Bezirk Larnaka im Südosten der Republik Zypern. Zum Zeitpunkt der Volkszählung im Jahr 2021 hatte sie 8581 Einwohner.

## Lage und Umgebung

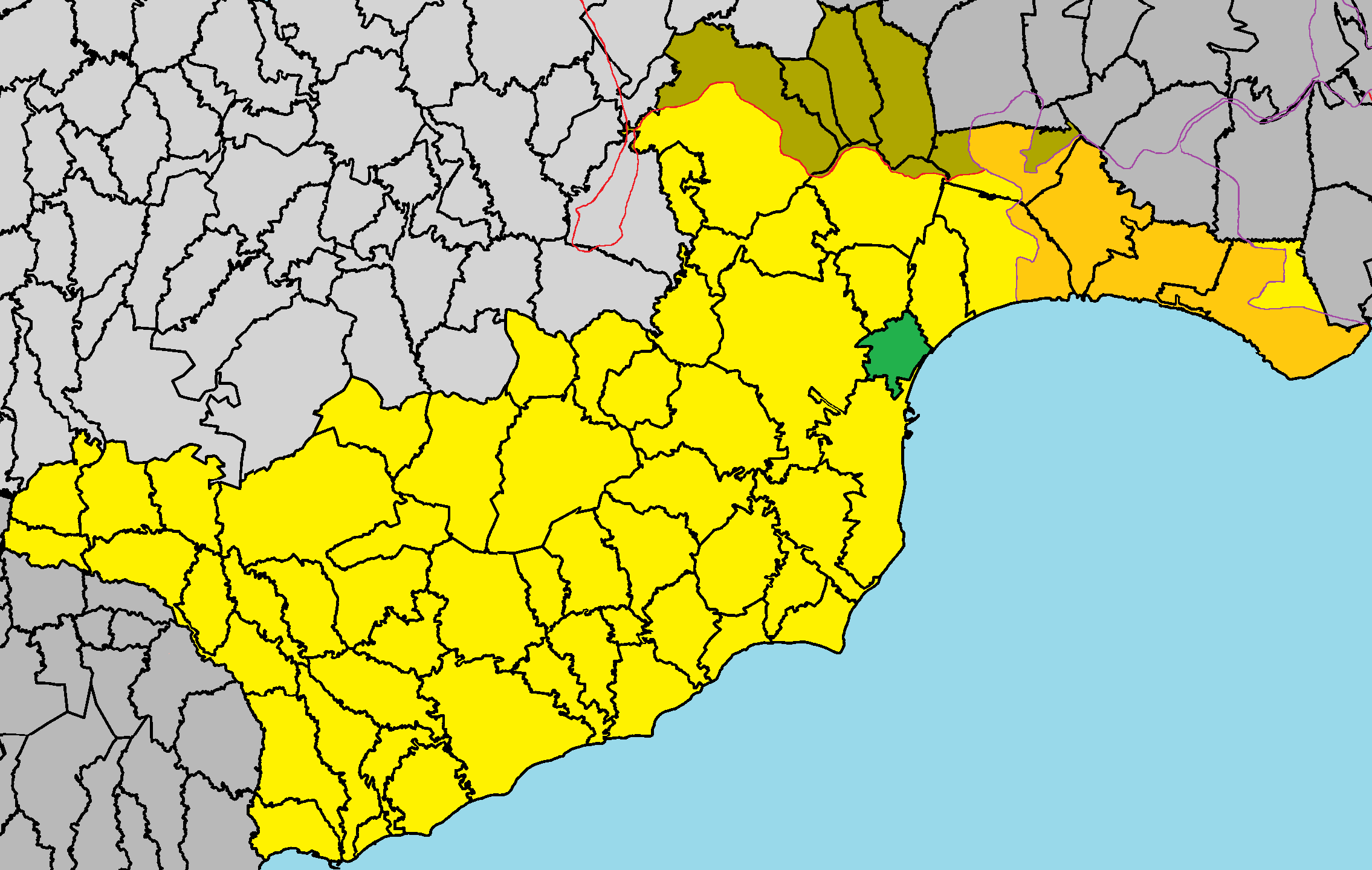
Lage im Bezirk Larnaka

Livadia befindet sich im Südosten Zyperns im Flachland an der Bucht von Larnaka. Es liegt nordöstlich der Stadtgrenzen von Larnaka und bildet somit einen Vorort der Stadt. Verkehrstechnisch ist es erschlossen durch die B3 südlich und die A3 nördlich (beide in Richtung Agia Napa) sowie durch die B2 östlich (Richtung Nikosia) von Livadia.
Orte und Städte in der Umgebung außer Larnaka sind Aradippou, Kellia und Oroklini.

## Geschichte

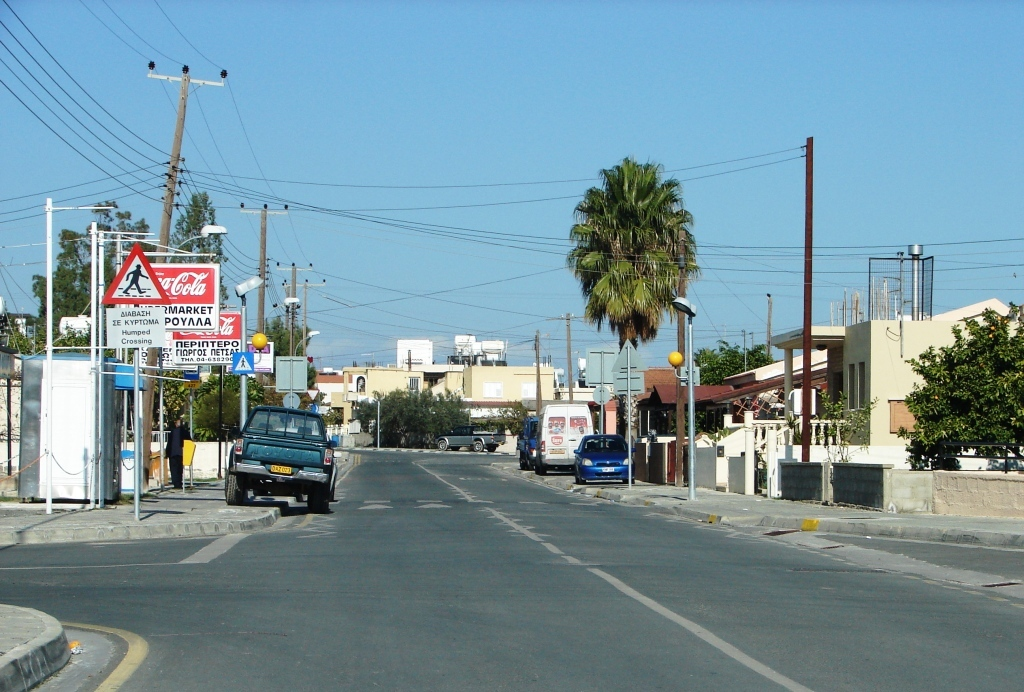
Straße in Livadia

Ursprünglich bestand in dem Gebiet eine Siedlung namens Tridato (griechisch Τριδάτο). Diese Siedlung wurde jedoch aufgegeben und ihre Bewohner gründeten ein neues Dorf in der benachbarten Region des heutigen Livadia. Nach der türkischen Invasion Zyperns im Jahr 1974 ließen sich Tausende Flüchtlinge aus dem nördlichen Teil Zyperns in Livadia nieder und die Einwohnerzahl begann zu wachsen. Im Juli 2011 stimmten die Einwohner der Landgemeinde Livadia in einem Referendum für die Umwandlung der Gemeinde in eine Stadt.

### Bevölkerungsentwicklung
Die folgende Tabelle zeigt die Bevölkerung von Livadia, wie sie in den in Zypern durchgeführten Volkszählungen erfasst wurde.
| Jahr      | 1881 | 1891 | 1901 | 1911 | 1921 | 1931 | 1946 | 1960 | 1976 | 1982 | 1992 | 2001 | 2011 | 2021 |
| Einwohner | 448  | 456  | 517  | 624  | 702  | 809  | 1080 | 1329 | 1683 | 2968 | 3936 | 4854 | 7206 | 8581 |